# 13'Organisé
Albums
Le Classico organisé
(2021)
13'Organisé
13 Organisé 2
(2024)
Singles
1. Bande organisée
Sortie : 15 août 2020
2. L'étoile sur le maillot
Sortie : 9 octobre 2020
3. Je suis Marseille
Sortie : 20 novembre 2020

13'Organisé est un album de rap français regroupant une cinquantaine de rappeurs de Marseille, sorti le 9 octobre 2020. L'instigateur du projet est Jul.

## Genèse
En septembre 2020, Jul annonce la sortie d'un projet regroupant plusieurs rappeurs de Marseille dont Naps, SCH, Soprano, AM La Scampia, Alonzo, Soso Maness, Kofs, L'Algérino ou encore les groupes IAM, Fonky Family et Ghetto Phénomène, et dont la sortie est prévue pour le 9 octobre 2020.
Le 15 août 2020, il sort le clip Bande organisée avec SCH, Kofs, Naps, Soso Maness, Elams, Houari et Solda, qui est visionné plus de sept millions de fois en quatre jours et qui rentre dans le Top 100 mondial de la plateforme Spotify,. Le titre devient le single de platine puis le single de diamant le plus rapide de l'histoire de la musique française,. Il bat également le record du titre de rap français qui atteint le plus rapidement les 100 millions de vues sur YouTube. Début décembre 2020, le titre est certifié double single de diamant avec 100 millions de streams (le plus rapide de l'histoire de la musique française),
et le clip passe les 200 millions de vues, ce qui en fait le clip français qui atteint ce palier le plus rapidement dans l'histoire.
En trois jours, l'album s'écoule à 20 071 exemplaires. En une semaine, il se vend à 36 305 exemplaires. Il est certifié disque d'or deux semaines après sa sortie, puis disque de platine le 4 décembre 2020.

## Liste des titres
| No  | Titre                     | Featurings | Durée |
| --- | ------------------------- | --- | ----- |
| 1.  | Bande organisée           | SCH, Kofs, Jul, Naps, Soso Maness, Elams, Solda et Houari | 5:56  |
| 2.  | L'étoile sur le maillot   | L'Algérino, Alonzo, Stone Black, Le Rat Luciano, SCH, Jul, As et Veazy | 5:53  |
| 3.  | Combien                   | Many, Jul, Solda, Moubarak, Soprano, Elams, Soso Maness, Veazy et Johnson | 7:18  |
| 4.  | Partout c'est la même     | Saf, Jul, As, Elams, Fahar, Friz, Vincenzo et Drime | 5:21  |
| 5.  | Ma gadji                  | Kofs, Oussagaza, Don Choa, Saf, Soso Maness, 2Bang, Youzi et Jul | 5:57  |
| 6.  | Tout a changé             | Le Rat Luciano, Soprano, Jul, L'Algérino, Sysa, Solda, Menzo, Stone Black et Fahar | 7:23  |
| 7.  | War Zone                  | Thabiti, Naps, Alonzo, Houari, Jul, As, Zbig et AM La Scampia | 4:33  |
| 8.  | Heat                      | Keny Arkana, Graya, 100 Blaze, Sauzer, Jul, Elams, Sat L'Artificier et Banguiz | 4:57  |
| 9.  | Miami Vice                | Thabiti, Sysa, Drime, Jul, Kamikaz, Zbig et Moubarak | 5:58  |
| 10. | C'est maintenant          | Sat L'Artificier, Alonzo, Kofs, Naps, Sch, Jul, Kamikaz et L'Algérino | 4:50  |
| 11. | 13 balles                 | Kofs, Moh, 100 Blaze, Jul, Naps, Dadinho, A-Deal et Zak et Diego | 4:27  |
| 12. | La nuit                   | Tonyno, Soso Maness, Kara, Jul, Daz, Bylk, Fahar, Kamikaz et Djiha | 5:31  |
| 13. | Je suis Marseille         | Akhenaton, Jul, L'Algérino, Alonzo, Shurik'n, Fahar, SCH et Le Rat Luciano | 5:24  |
| 14. | 13 Organisé (Titre bonus) | Naps, Jul, SCH, Houari, Kofs, Solda, Elams, Bil-K, Many, Fahar, Thabiti, Sysa, Zbig, Drime, Moubarak, Kamikaz, Friz, Keny Arkana, AM La Scampia, Veazy, As, Soprano, Stone Black, Alonzo, Tonyno, Jazzy Jazz, Sat L’Artificier, Sauzer, 100 Blaze, Graya, Le Rat Luciano, Soso Maness, 2Bang, Oussagaza, Bangiz, Vincenzo, Johnson, A-Deal, L’Algérino, Saf, MOH, Don Choa, Mombi, Boss One, Zak & Diego, Dadinho, Kara | 24:31 |

## Titres certifiés en France
- Bande organisée  4 × Diamant[15]
- Ma gadji  Or[16]
- Je suis Marseille  Or[16]
- 13 balles  Or[16]
- L'étoile sur le maillot  Or[16]
- Combien  Or[16]
- War zone  Or[16]
- C'est maintenant  Or[16]

## Clips vidéos
- Bande organisée : audio officiel 10 avril 2019 suivi du clip vidéo 15 août 2020
- L'étoile sur le maillot : 9 octobre 2020
- Je suis Marseille : 20 novembre 2020

## Classements et certifications

### Classements
| Classement (2020)            | Meilleure position |
| ---------------------------- | ------------------ |
| France (SNEP)                | 1                  |
| France (SNEP Physique)       | 2                  |
| Belgique (Wallonie Ultratop) | 6                  |
| Belgique (Flandre Ultratop)  | 56                 |
| Suisse (Schweizer Hitparade) | 14                 |

### Certifications et ventes
| Région        | Certification | Ventes/Streams |
| ------------- | ------------- | -------------- |
| France (SNEP) | 2 × Platine   | 200 000        |